# Cyklobutanon
Cyklobutanon je organická sloučenina se vzorcem (CH2)3CO, keton odvozený od cyklobutanu. Je méně citlivý než cyklopropanon, a tak se jedná o nejjednodušší snadno použitelný cyklický keton.

## Výroba

Kischnerova příprava cyklobutanonu z kyseliny cyklobutankarboxylové

Cyklobutanon jako první připravil Nikolaj Kišner, a to z kyseliny cyklobutankarboxylové.
Kišnerův proces zahrnuje několik kroků a je málo účinný, byly však vyvinuty i postupy dosahující vyšších výtěžností,
Jedna z těchto příprav využívá roztok diazomethanu v diethyletheru, který reaguje s ketenem. Při tomto postupu se rozšiřuje kruh cyklopropanonového meziprodukt za současného odštěpení dusíku:
Mechanismus reakce byl odhalen pomocí jejího provedení s diazomethanem značkovaným 14C.
Další příprava spočívá v přesmyku oxaspiropentanu, vzniklého epoxidací methylencyklopropanu, za katalýzy jodidem lithným:
Cyklobutanon lze také připravit dvoukrokovým postupem, kdy se nejprve dialkyluje 1,3-dithian 1-brom-3-chlorpropanem a následně se vytvoří keton reakcí s chloridem rtuťnatým (HgCl2) a uhličitanem kademnatým (CdCO3).
Cyklobutanony jsou meziprodukty homo-Favorského přesmyků, a za nepřítomnosti nukleofilů je lze izolovat; příkladem může být příprava kelsoenu:

## Reakce
Za teplot kolem 350 °C se cyklobutanon rozkládá na ethen a ethenon:
Aktivační energie této [2+2] cykloeliminace činí přibližně 220 kJ/mol. Zpětná reakce, [2+2] cykloadiční reakce ketenu s ethenem, nebyla nikdy pozorována.